# Windschutzzaun

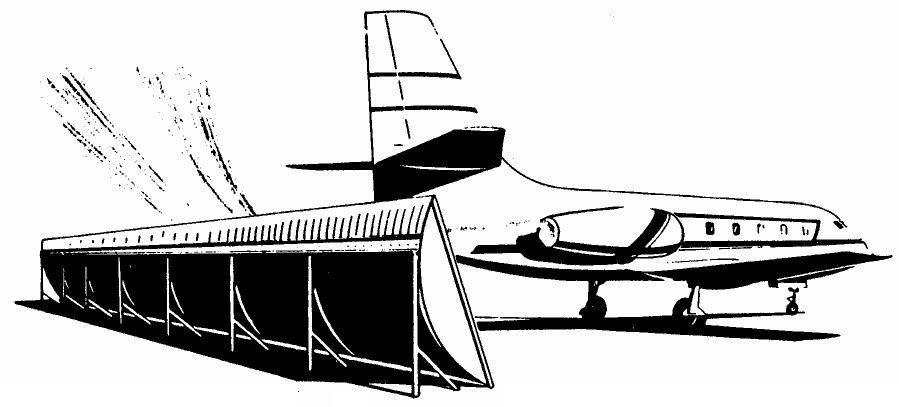
Blast fence (Darstellung der FAA)

Ein Windschutzzaun (englisch: blast deflector fence) ist ein Bauwerk auf Flugplätzen, das dazu dient Personen, Fahrzeuge und Gegenstände vor schädlichen Wirkungen des Luftstrahls von Strahlflugzeugen (englisch: Jet Blast) oder von Propellertriebwerken (englisch: Prop Wash) zu schützen. Außerdem dienen sie dazu, Schäden am Luftfahrzeug zu verhindern, die durch die Rückzirkulation des Luftstrahls entstehen könnten.
Im deutschen Sprachraum wird, wie oft bei Begriffen der internationalen Luftfahrt, die englische Kurzbezeichnung „blast fence“ verwendet.

## Arten
Man unterscheidet zwischen Schutzzäunen aus Metall oder Fiberglas und Schutzwänden aus Beton. Großteils werden aufgrund der größeren Flexibilität durch deren modularen Aufbau und aufgrund der geringeren Kosten Schutzzäune eingesetzt. Betonwände können allerdings auch bei größeren Geschwindigkeiten des Luftstrahls eingesetzt werden und benötigen einen geringeren Wartungsaufwand.

## Ausführung
Windschutzzäune können undurchsichtig oder – zumindest teilweise – durchsichtig und senkrecht oder schräg aufgestellt sein. Teilweise durchsichtige Schutzzäune werden häufig aus Lamellenelementen hergestellt. Die Lamellen sind dabei so ausgerichtet, dass der Luftstrahl der Triebwerke schadlos nach oben abgelenkt wird. Windschutzzäune (auch solche mit Metallelementen) können so ausgeführt werden, dass keine Störungen bei Radar- oder anderen Funksignalen auftreten. Die Länge und Höhe von Windschutzzäunen richtet sich nach der Stärke und Ausbreitung des Luftstrahls der Triebwerke und nach den zu schützenden Objekten.

## Alternativen
Auch natürliche Barrieren wie Büsche und Bäume schützen vor den negativen Luftstrahleffekten und werden auch in der Praxis eingesetzt, vor allem als Abgrenzung zu Bereichen außerhalb von Flugbetriebsflächen. In vielen Fällen sind natürliche Barrieren allerdings kein gleichwertiger Ersatz für Windschutzzäune. Sie müssen schon aus dem Erfordernis der Hindernisfreihaltung gärtnerisch gepflegt werden und es ist auch zu beachten, dass sie eine gewisse Zeit für den Aufwuchs benötigen und der Windschutz möglicherweise im Winter aufgrund des fehlenden Blattbewuchses nicht ausreichend gegeben ist.

## Sonstiges
Auf Flugzeugträgern erfüllen die Funktion der Windschutzzäune aufklappbare Gasstrahlabweiser (englisch: Jetblast Deflector).